# 이고 (금나라)

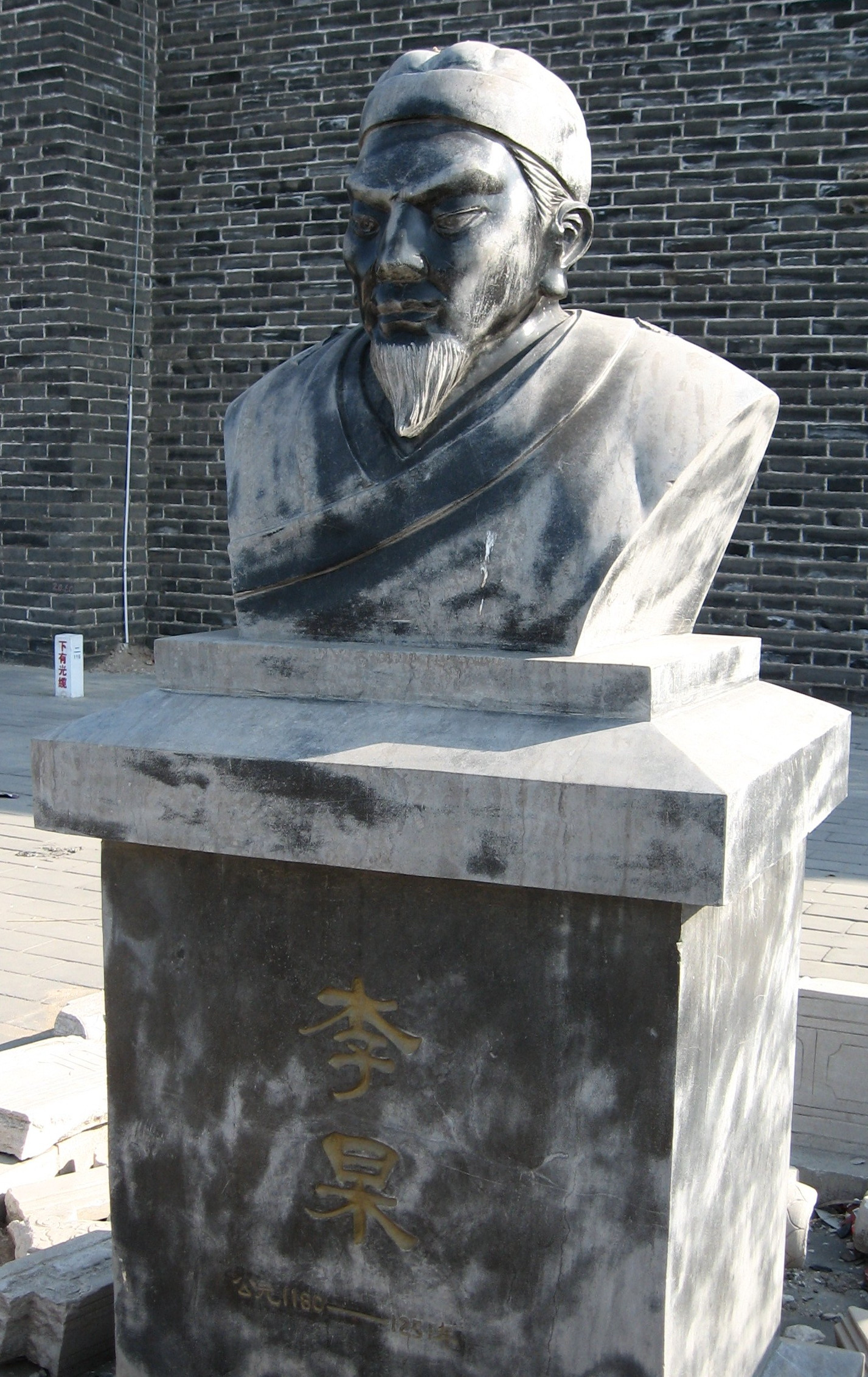
중국 허베이성 스자좡시 정딩현에 건립된 이고 조각상

이고(李杲, 1180년 ~ 1251년)는 중국 금나라의 의사로 자는 명지(明之), 호는 동원노인(東垣老人)이며 진정(眞定, 현재의 허북성 스자좡시 정딩현) 출신이다. 그의 호를 따서 이동원(李東垣)이라고 부르기도 하며 금원사대가(金元四大家) 가운데 한 사람이기도 하다. 

## 생애
이고는 어린 시절부터 의술을 좋아했고 장원소(張元素)를 스승으로 모셨다. 당시 금나라에서는 중원에서 일어난 계속된 전란과 불안정한 정세로 인해 주민들이 극심한 배고픔, 추위, 심리적 불안감에 시달렸고 나중에 수많은 질병들이 발생하게 된다. 이고는 인체에서 원기(元氣)가 충족되면 질병이 발생하지 않지만 반대로 원기가 충족되지 않으면 질병에 시달리게 된다는 내상학설(內傷學說)을 제시했다. 특히 자신의 저서인 《비위론》(脾胃論)에서는 "인체 안에서 비위가 손상되면 100가지 질병들이 생겨난다."는 '내상비위 백병유생'(內傷脾胃 百病由生) 이론을 제기하기도 했다.
이고는 금원사대가에서 보토파(補土派)로 분류되며 나천익(羅天益), 왕호고(王好古) 등이 그의 제자라고 한다. 또한 《내경》(內經)에 명시된 인체에 남아 있는 비위를 조리하고 중기(中氣)를 끌어올려야 한다는 이론을 바탕으로 한 치료법을 발전시키는 한편 보중익기탕(補中益氣湯), 용담사간탕(龍膽瀉肝湯) 등의 새로운 한약을 발명하기도 했다. 저서로는 《비위론》(脾胃論), 《내외상변혹론》(內外傷辨惑論), 《난실비장》(蘭室秘藏), 《의학발명》(醫學發明), 《상한회요》(傷寒會要), 《약상론》(藥象論), 《약용법상》(用藥法象), 《동원시효방》(東垣試效方) 등이 있다.